# Helsingörs domkyrka
Helsingörs domkyrka, oftast i Danmark kallad Sankt Olai Kirke, är en domkyrka i Helsingör på nordöstligaste Själland i Danmark. Domkyrkan är stiftskyrka i Helsingörs stift som omfattar en bit av nordöstra Själland. Namnet Sankt Olai Kirke har kyrkan fått efter det norska skyddshelgonet Sankt Olof (Olai är genitiv av den latinska namnformen Olaus).
Denna kyrka har varit domkyrka sedan 1 januari 1961, då Helsingörs stift upprättades. För att bilda stiftet avskildes en del av Köpenhamns stift. Kyrkans historia går tillbaka till 1200-talet, då den i storlek liknade en liten landsortskyrka, byggd i romansk stil.
Den förändrade kyrka som i dag står på platsen, blev färdigbyggd år 1559. Spiran är dock av yngre datum. Den ursprungliga spiran var smalare och kallades Helsingørs Jomfru ("Helsingörs jungfru"). Men den blåste ner och kyrkan stod med platt torn (utan spira) i många år tills den nuvarande spiran sattes upp.
I västtornet finns en flaska inmurad, en så kallad "död murare", för att markera murarnas missnöje med byggherren.

### Fotnoter
1. ↑  Ulf Kristiansson (2 augusti 2011). ”Helsingörs okända pärlor”. Helsingborgs dagblad. http://www.hd.se/2011-08-02/helsingors-okanda-parlor. Läst 15 januari 2017.